# Мирзаев, Сардор Мухаммадзиёхиддинович
Сардор Мухаммадзиёхиддинович Мирзаев (узб. Sardor Muxammadziyoxiddinovich Mirzayev, Sardor Muxammadziyoxiddin oʻgʻli Mirzayev; род. 21 марта 1991, Фергана, Узбекская ССР, СССР) — узбекистанский футболист, полузащитник узбекского клуба «ФК АГМК» и национальной сборной Узбекистана.

## Карьера
Сардор Мирзаев является воспитанником футбольной школы ферганского «Нефтчи». В 2009 году свою профессиональную карьеру Мирзаев начал именно в этом клубе. В составе «Нефтчи» выступал пять сезонов и за это время сыграл в 75 матчах и забил 6 голов.
В 2014 году подписал контракт с ташкентским «Локомотивом», но выступал за этот клуб всего один круг, сыграв в 11 матчах, и вскоре перешёл в качестве аренды в свой родной клуб — «Нефтчи». В качестве аренды Мирзав выступал за «Нефтчи» полсезона и за это время сыграл в 9 матчах. В 2014 году Мирзаев вернулся в стан «Локомотива».

### Карьера в сборных
В 2009 году Сардор Мирзаев был вызван в юношескую сборную Узбекистана и участвовал вместе со сборной в юношеском чемпионате мира в Египте. В составе этой сборной он провёл 6 матчей и забил 1 гол. В 2012—2013 годах он выступал в составе молодёжной сборной в которой сыграл в 8 матчах и забил 1 гол.
В 2015 году Мирзаев был приглашён в национальную сборную Узбекистана и провёл свою дебютный матч 29 марта в товарищеском матче против сборной Южной Кореи.

## Достижения
- Серебряный призёр чемпионата Узбекистана: 2014
- Обладатель Кубка Узбекистана: 2014
- Обладатель Суперкубка Узбекистана: 2015
- Финалист Суперкубка Узбекистана: 2014